# Leichtathletik-Europameisterschaften 2022/110 m Hürden der Männer

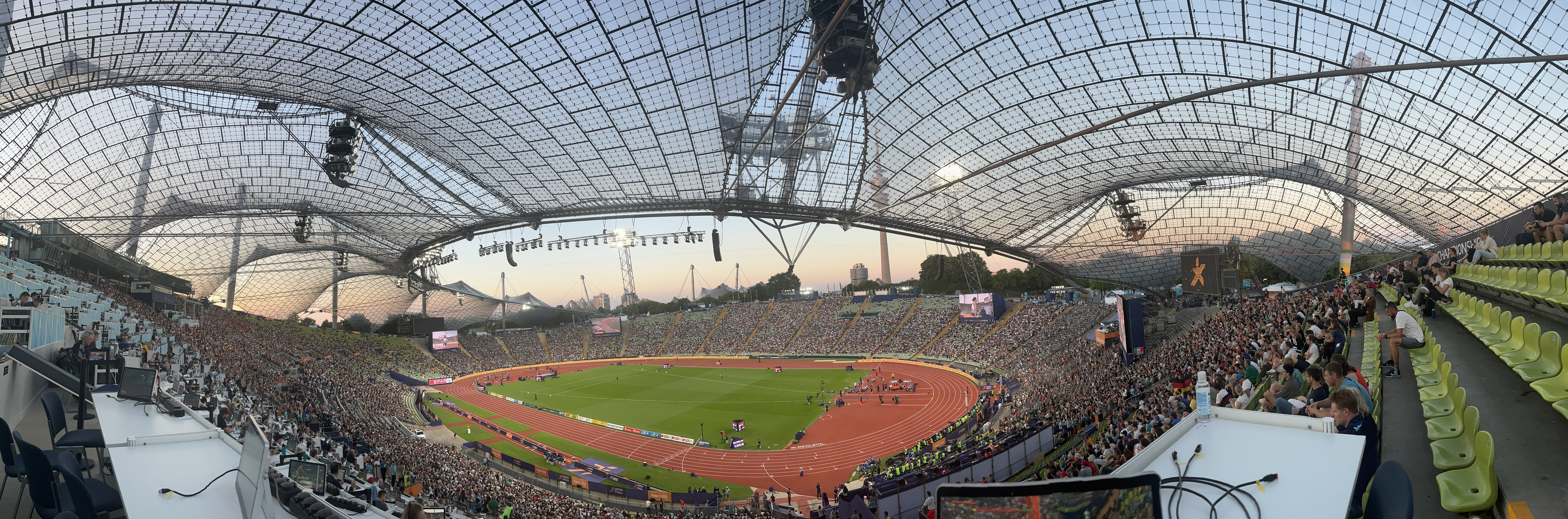
Das Olympiastadion in München während der Europameisterschaften 2022

Der 110-Meter-Hürdenlauf der Männer bei den Leichtathletik-Europameisterschaften 2022 wurde am 16. und 17. August 2022 im Olympiastadion deutschen Stadt München ausgetragen.
Mit Silber und Bronze gewannen die französischen Hürdensprinter in diesem Wettbewerb zwei Medaillen. Europameister wurde der Spanier Asier Martínez, der bei den Weltmeisterschaften im Monat zuvor Bronze gewonnen hatte. Silber ging an Titelverteidiger Pascal Martinot-Lagarde, der bei den Weltmeisterschaften 2019 und den Europameisterschaften 2014 jeweils Bronze errungen hatte. Hier in München ging Bronze an Just Kwaou-Mathey.

## Bestehende Rekorde
| Weltrekord           | 12,80 s | Aries Merritt | Brüssel, Belgien       | 7. September 2012 |
| Europarekord         | 12,91 s | Colin Jackson | Stuttgart, Deutschland | 20. August 1993   |
| Meisterschaftsrekord | 13,02 s | Colin Jackson | EM Budapest, Ungarn    | 22. August 1998   |

Die Windbedingungen waren in zahlreichen Rennen nicht günstig, außer in einem Lauf hatten die Sprinter stets leichten Gegenwind. Der bestehende EM-Rekord wurde bei diesen Europameisterschaften so nicht erreicht. Die schnellste Zeit erzielten der spanische Europameister Asier Martínez und der französische Vizeeuropameister Pascal Martinot-Lagarde, die im Finale mit 13,14 s bis auf die Hundertstelsekunde zeitgleich ins Ziel gekommen waren. Damit blieben sie zwölf Hundertstelsekunden über dem Rekord. Zum Europarekord fehlten ihnen 0,25 s, zum Weltrekord 0,34 s.

## Regelungen für die Jahresbesten bis zu Streckenlängen von 400Metern
Wie schon bei den Europameisterschaften 2016 und 2018 waren die zwölf Jahresschnellsten in den Sprints und Hürdensprints bis einschließlich 400 Meter auch hier in München direkt für die Halbfinals qualifiziert – einer von diesen zwölf Jahresbesten war nicht gelemdet. In den Halbfinals wurden zur Ermittlung der Finalteilnehmer jeweils drei Läufe ausgetragen. Alle anderen Athleten mussten sich zunächst in einer Vorrunde für die Semifinalteilnahme qualifizieren.

## Legende
Kurze Übersicht zur Bedeutung der Symbolik – so üblicherweise auch in sonstigen Veröffentlichungen verwendet:
| EL  | Europajahresbestleistung                                                                      |
| DNS | nicht am Start (did not start)                                                                |
| ‡   | einer der elf schnellsten Sprinter der Jahresbestenliste (Markierung verwendet im Halbfinale) |

## Vorrunde
16. August 2022
Die Vorrunde wurde in drei Läufen durchgeführt. Die ersten drei Wettbewerber pro Lauf – hellblau unterlegt – sowie der darüber hinaus zeitschnellste Teilnehmer – hellgrün unterlegt – qualifizierten sich für das Halbfinale.

### Vorlauf 1

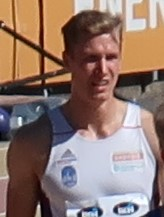
Ilari Manninen – ausgeschieden als Sechster des ersten Vorlaufs

16. August 2022, 9:35 Uhr MESZ

Wind: −0,5 m/s
| Platz | Name                  | Nation      | Zeit (s) |
| ----- | --------------------- | ----------- | -------- |
| 1     | Abdel Kader Larrinaga | Portugal    | 13,76    |
| 2     | Joel Bengtsson        | Schweden    | 13,84    |
| 3     | Jakub Szymański       | Polen       | 13,87    |
| 4     | Koen Smet             | Niederlande | 13,88    |
| 5     | Mathieu Jaquet        | Frankreich  | 13,91    |
| 6     | Ilari Manninen        | Finnland    | 14,08    |
| 7     | Alin Anton            | Rumänien    | 14,18    |
| 8     | Dániel Eszes          | Ungarn      | 14,25    |

### Vorlauf 2

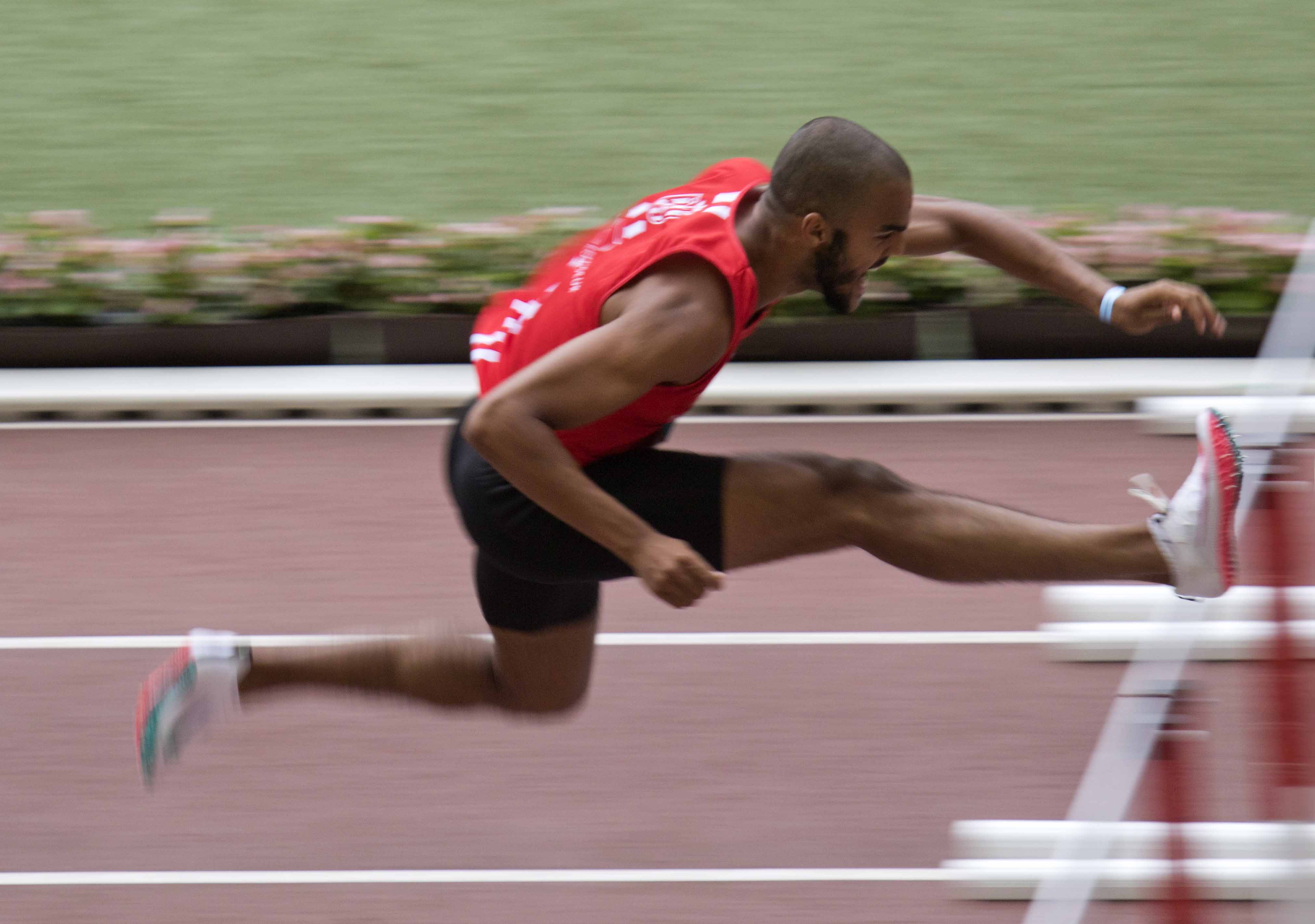
Michael Obasuyi – ausgeschieden als Fünfter des zweiten Vorlaufs

16. August 2022, 9:43 Uhr MESZ

Wind: +0,6 m/s
| Platz | Name                   | Nation         | Zeit (s) |
| ----- | ---------------------- | -------------- | -------- |
| 1     | Finley Gaio            | Schweiz        | 13,46    |
| 2     | David King             | Großbritannien | 13,63    |
| 3     | Santeri Kuusiniemi     | Finnland       | 13,89    |
| 4     | João Vítor de Oliveira | Portugal       | 13,90    |
| 5     | Michael Obasuyi        | Belgien        | 13,90    |
| 6     | Lorenzo Simonelli      | Italien        | 13,95    |
| 7     | Bálint Szeles          | Ungarn         | 13,97    |
| 8     | Luka Trgovčević        | Serbien        | 14,01    |

### Vorlauf 3

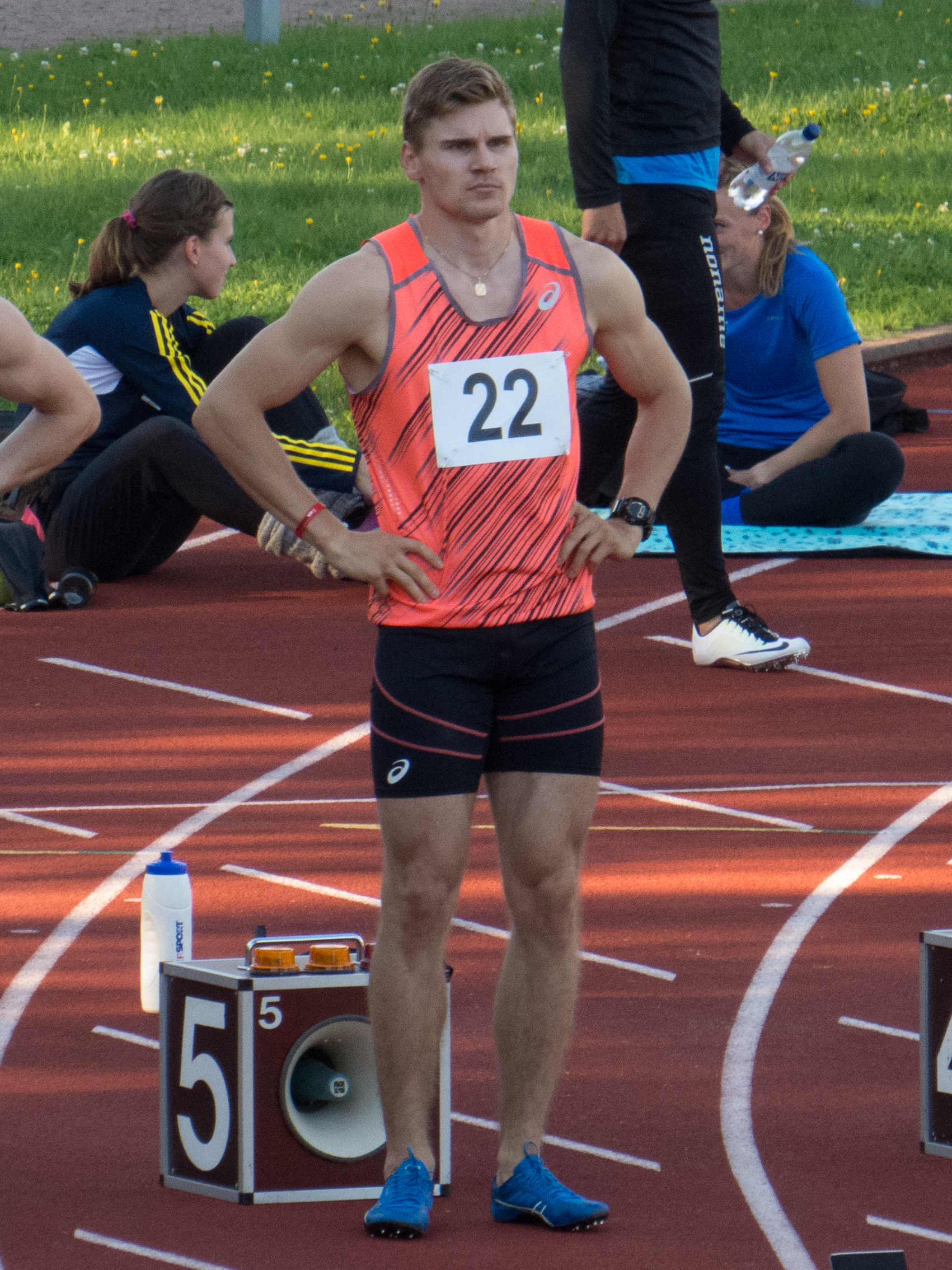
Elmo Lakka – ausgeschieden als Sechster des dritten Vorlaufs

16. August 2022, 9:51 Uhr MESZ

Wind: −0,2 m/s
| Platz | Name               | Nation         | Zeit (s) |
| ----- | ------------------ | -------------- | -------- |
| 1     | Gregor Traber      | Deutschland    | 13,69    |
| 2     | Hassane Fofana     | Italien        | 13,72    |
| 3     | Miguel Perera      | Großbritannien | 13,72    |
| 4     | Valdó Szűcs        | Ungarn         | 13,73    |
| 5     | Vladimir Vukicevic | Norwegen       | 13,75    |
| 6     | Elmo Lakka         | Finnland       | 13,78    |
| 7     | Max Hrelja         | Schweden       | 13,80    |
| 8     | Keiso Pedriks      | Estland        | 13,83    |

## Halbfinale
17. August 2022
Aus den drei Halbfinalläufen qualifizierten sich die jeweils ersten beiden Athleten – hellblau unterlegt – sowie die darüber hinaus zwei zeitschnellsten Läufer – hellgrün unterlegt – für das Finale.

### Halbfinallauf 1

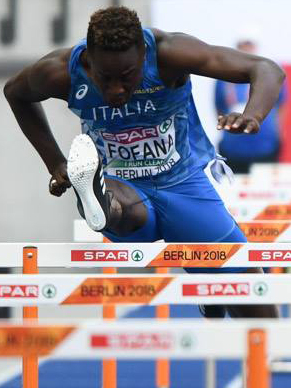
Hassane Fofana – ausgeschieden als Fünfter des ersten Halbfinals
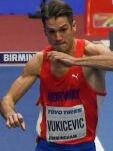
Vladimir Vukicevic – ausgeschieden als Sechster des ersten Halbfinals

17. August 2022, 20:30 Uhr MESZ

Wind: −0,2 m/s
| Platz | Name                   | Nation         | Zeit (s) |
| ----- | ---------------------- | -------------- | -------- |
| 1     | Asier Martínez ‡       | Spanien        | 13,25    |
| 2     | Just Kwaou-Mathey ‡    | Frankreich     | 13,30    |
| 3     | Andrew Pozzi ‡         | Großbritannien | 13,48    |
| 4     | Finley Gaio            | Schweiz        | 13,50    |
| 5     | Hassane Fofana         | Italien        | 13,56    |
| 6     | Vladimir Vukicevic     | Norwegen       | 13,64    |
| 7     | Jakub Szymański        | Polen          | 13,66    |
| 8     | João Vítor de Oliveira | Portugal       | 13,92    |

### Halbfinallauf 2

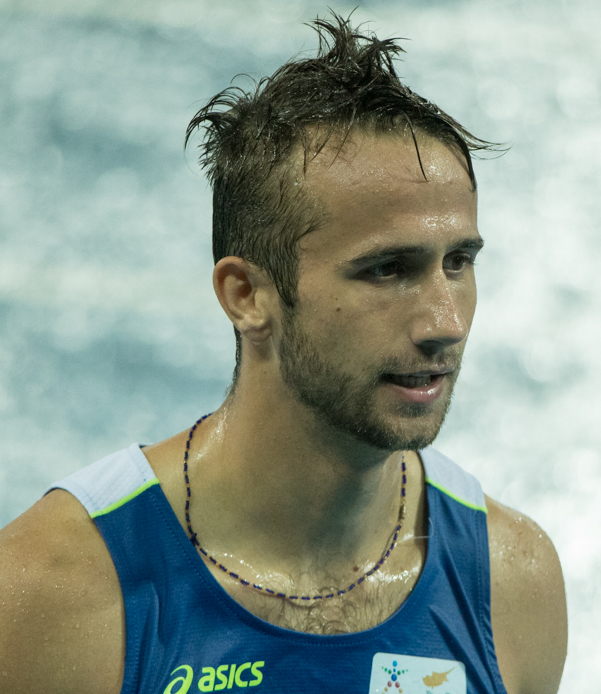
Milan Traikovits – ausgeschieden als Dritter des zweiten Halbfinals
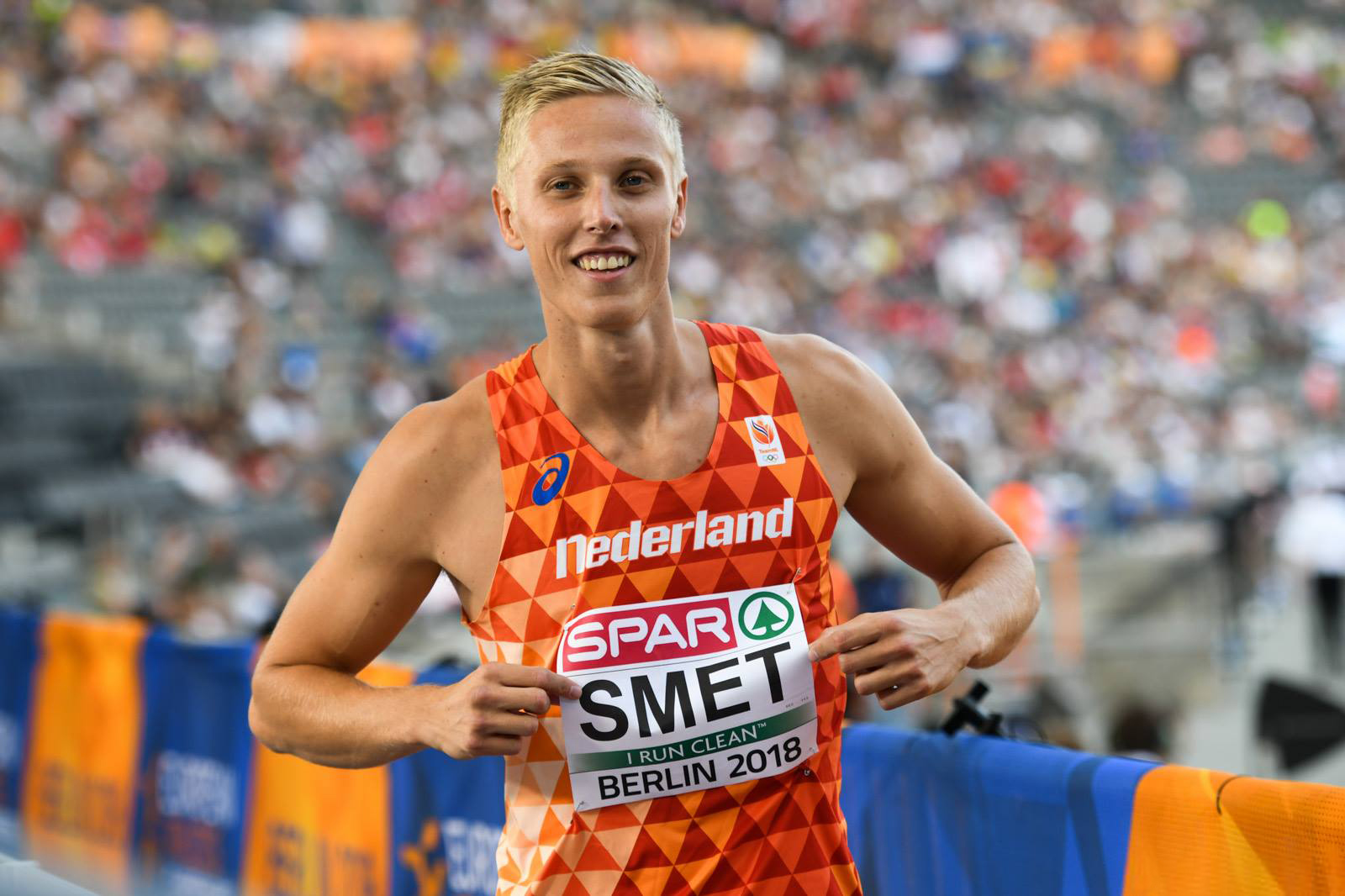
Koen Smet – ausgeschieden als Siebter des zweiten Halbfinals

17. August 2022, 20:54 Uhr MESZ

Wind: −0,1 m/s
| Platz | Name                      | Nation         | Zeit (s) |
| ----- | ------------------------- | -------------- | -------- |
| 1     | Pascal Martinot-Lagarde ‡ | Frankreich     | 13,35    |
| 2     | Jason Joseph ‡            | Schweiz        | 13,45    |
| 3     | Milan Traikovits ‡        | Zypern         | 13,54    |
| 4     | Miguel Perera             | Großbritannien | 13,58    |
| 5     | Joel Bengtsson            | Schweden       | 13,67    |
| 6     | Santeri Kuusiniemi        | Finnland       | 13,81    |
| 7     | Koen Smet                 | Niederlande    | 14,06    |
| DNS   | Mikdat Sevler ‡           | Türkei         |          |

### Halbfinallauf 3

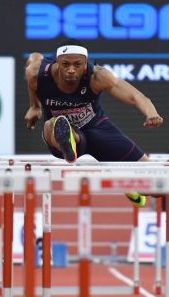
Aurel Manga – ausgeschieden als Dritter des dritten Halbfinals
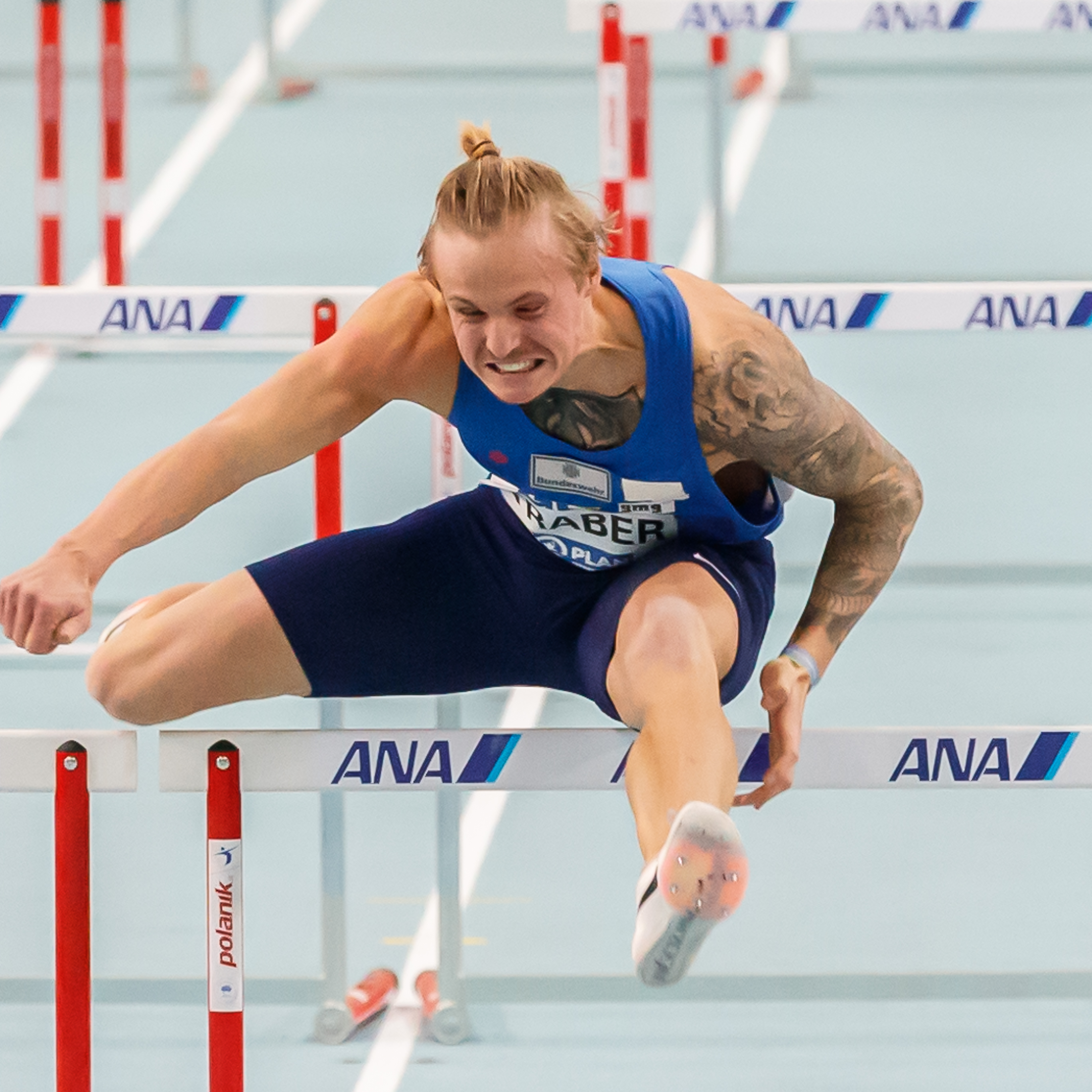
Gregor Traber – ausgeschieden als Vierter des dritten Halbfinals
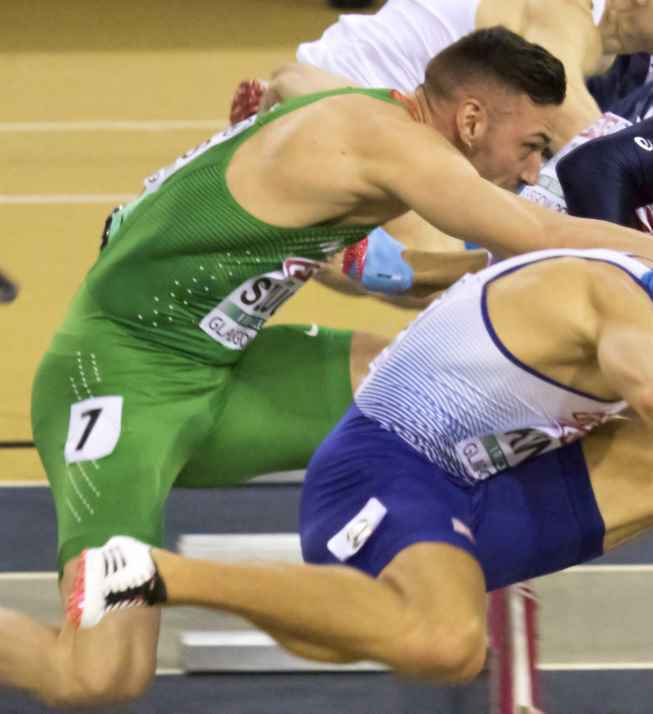
Valdó Szűcs – ausgeschieden als Sechster des dritten Halbfinals
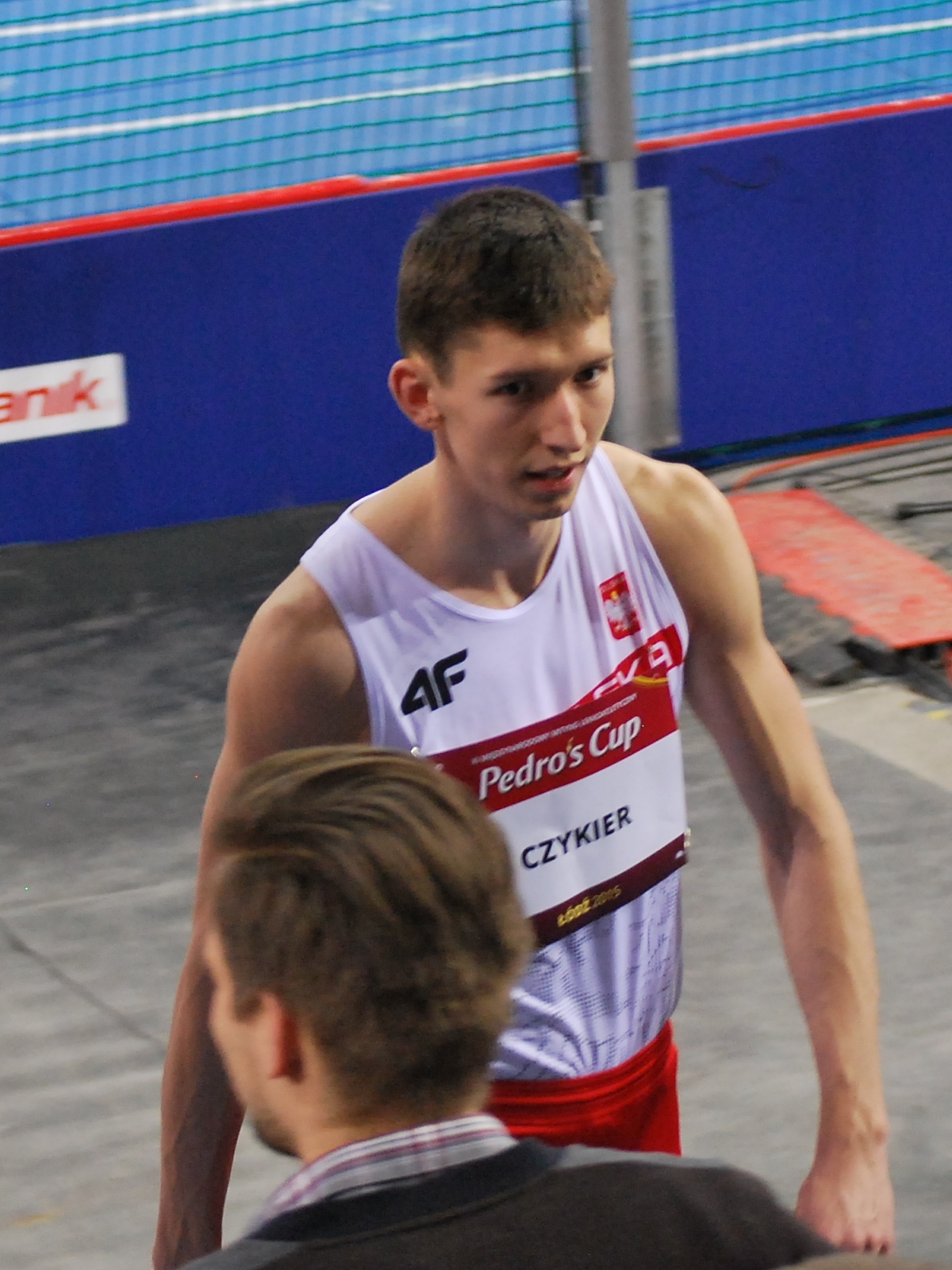
Damian Czykier – ausgeschieden als Achter des dritten Halbfinals

17. August 2022, 20:42 Uhr MESZ

Wind: −0,1 m/s
| Platz | Name                  | Nation         | Zeit (s) |
| ----- | --------------------- | -------------- | -------- |
| 1     | Enrique Llopis ‡      | Spanien        | 13,30    |
| 2     | Sasha Zhoya ‡         | Frankreich     | 13,46    |
| 3     | Aurel Manga ‡         | Frankreich     | 13,70    |
| 4     | Gregor Traber         | Deutschland    | 13,72    |
| 5     | David King            | Großbritannien | 13,73    |
| 6     | Valdó Szűcs           | Ungarn         | 13,78    |
| 7     | Abdel Kader Larrinaga | Portugal       | 13,81    |
| 8     | Damian Czykier ‡      | Polen          | 13,99    |

## Finale

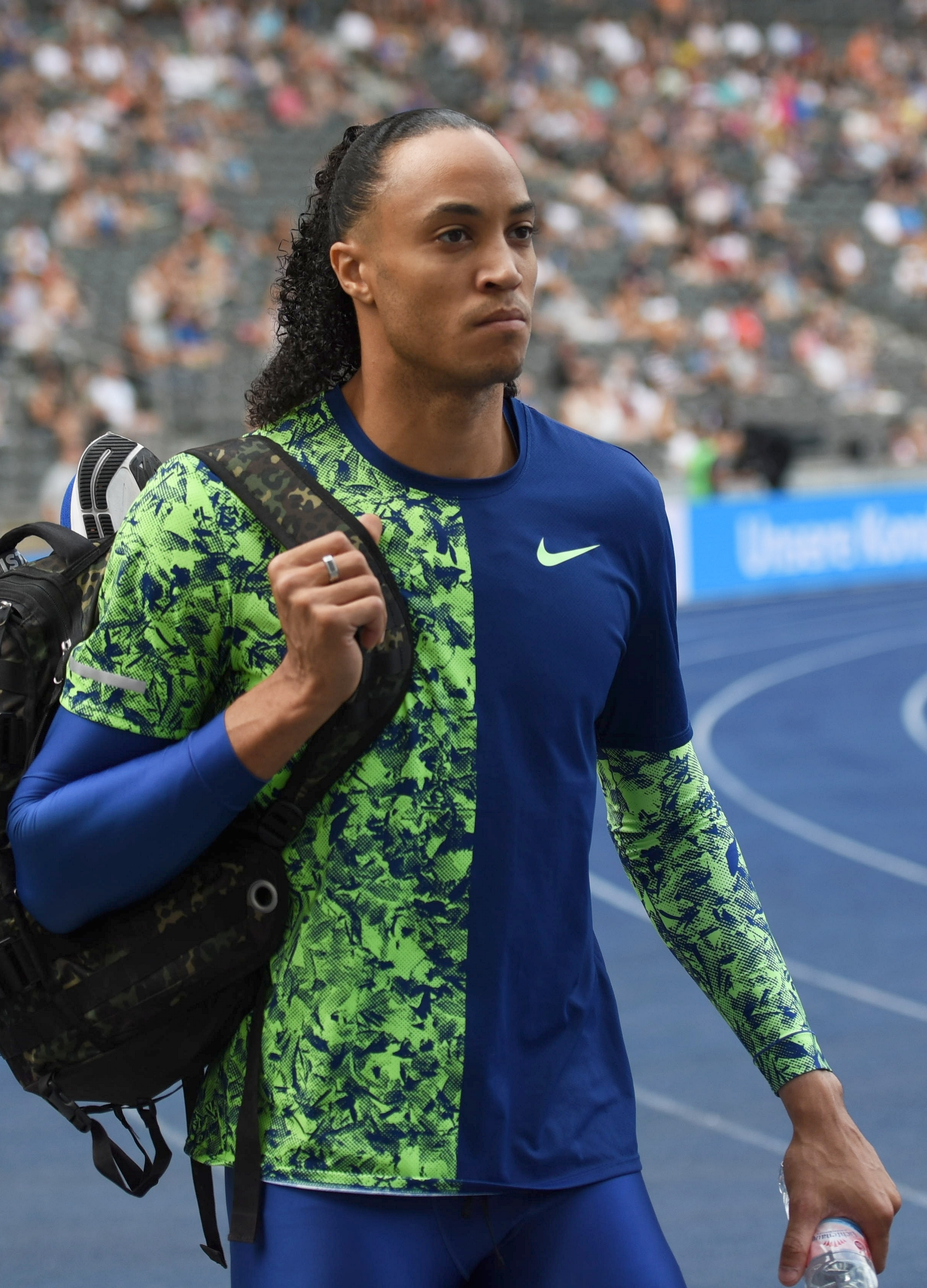
Um eine Tausendstelsekunde geschlagen gab es Silber für Titelverteidiger Pascal Martinot-Lagarde
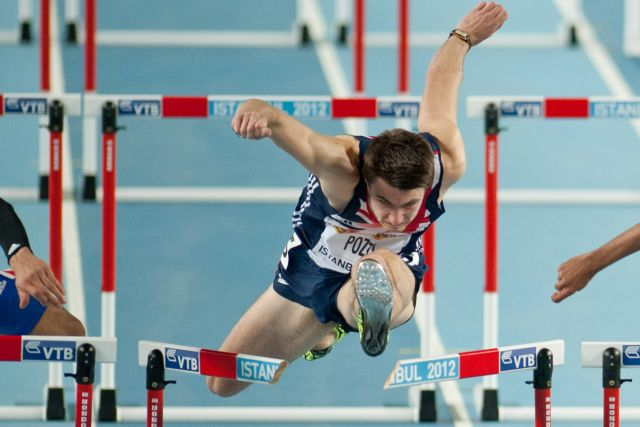
Der sechstplatzierte Andrew Pozzi

17. August 2022, 22:22 Uhr MESZ

Wind: −0,2 m/s
| Platz | Name                    | Nation         | Offizielle Zeit (s) | Tausendstel- sekunden |
| ----- | ----------------------- | -------------- | ------------------- | --------------------- |
| 1     | Asier Martínez          | Spanien        | 13,14 EL            | 13,137                |
| 2     | Pascal Martinot-Lagarde | Frankreich     | 13,14 EL            | 13,138                |
| 3     | Just Kwaou-Mathey       | Frankreich     | 13,33000            |                       |
| 4     | Jason Joseph            | Schweiz        | 13,35000            |                       |
| 5     | Finley Gaio             | Schweiz        | 13,50000            |                       |
| 6     | Andrew Pozzi            | Großbritannien | 13,66000            |                       |
| 7     | Enrique Llopis          | Spanien        | 14,81000            |                       |
| 8     | Sasha Zhoya             | Frankreich     | 16,51000            |                       |

## Videolink
- 110m Hurdles Mens Final Munich 2022 European Athletics Championships, youtube.com, abgerufen am 4. April 2023